# Circolo Sportivo Giovanni Gerbi Pisa
Il Circolo Sportivo Giovanni Gerbi Pisa era una società calcistica italiana con sede nella città di Pisa nata nel 1914 e scioltasi nel 1922. Nella sua seppur breve storia ha disputato due campionati di Prima Categoria, massima serie nazionale dell'epoca.

## Storia

Una formazione del Gerbi nel campionato 1920-1921

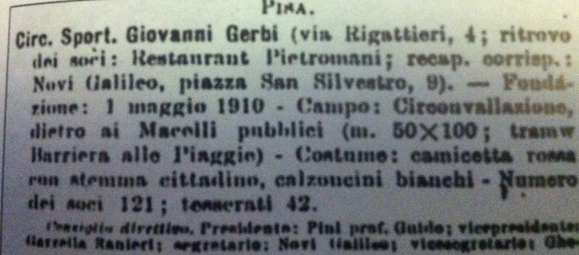
Estratto dell'Almanacco illustrato 1920

Nel 1914 a Pisa nasce la sezione calcistica del Circolo Sportivo Giovanni Gerbi Pisa, il quale nome dato fu chiaramente un omaggio al grande ciclista astigiano Giovanni Gerbi. Il presidente era il Professor Guido Pini, mentre la guida della squadra fu affidata ad una commissione tecnica, come si usava fare nel calcio pionieristico. La divisa da gioco era composta da una maglia rossa con colletto bianco, con uno stemma con la croce "pisana" all'altezza del cuore a rappresentare i colori del gonfalone cittadino, da dei pantaloncini bianchi e da dei calzettoni rossi.
La prima stagione ufficiale dei rossi pisani fu il campionato di Promozione 1914-1915, e la squadra si rivelò da subito molto forte vincendo il campionato toscano battendo in entrambe le partite il Pontedera con un complessivo 13-0, guadagnandosi la promozione in Prima Categoria, al primo anno di attività. Tra le sue file poteva annoverare il "gigante" Guglielmo Tornabuoni, che nel corso della sua carriera giocò nel Pisa Sporting Club e nell'Inter sfiorando la vittoria del campionato con il Pisa nella stagione 1920-1921. Questa la prima formazione del Gerbi: Frediani, Gagliardi, Cardini, Ghiara, Garzella, Tornabuoni, Giuntoli, Giagnoni, Bianchi, Vivarelli e Benedettini.
Per fare il proprio esordio in massima serie la formazione pisana dovette attendere 4 anni, a causa dello scoppio delle attività belliche della prima guerra mondiale. Nel campionato 1919-1920 i rossi giocano un onorevole campionato arrivando terzi nel girone unico della sezione toscana, restando dietro solo al Pisa e al Livorno, che alla fine della stagione arrivò a giocarsi il titolo nazionale con l'Inter.
L'esperienza in Prima Categoria del Gerbi si conclude con la stagione 1920-1921, a causa delle limitate forze economiche della squadra pisana che non permettono ai rossi particolari voli pindarici. Nonostante l'impiego da parte della commissione tecnica di ben 35 giocatori in 15 partite, la formazione gerbiana non si schioda mai dall'ultimo posto della classifica condiviso con il più blasonato Viareggio, con il quale giocherà perdendo lo spareggio salvezza.
Il Gerbi dunque si ritrova nuovamente nel campionato di Promozione 1921-1922: la squadra disputa un buon campionato vincendo il girone B e qualificandosi per il girone finale, venendo tuttavia battuta in classifica dal Siena e dalla Juventus Massa. È il canto del cigno della formazione pisana che al termine della stagione, a causa di insuperabili difficoltà economiche, chiude definitivamente i battenti.

## Colori e simboli
Da segnalare che nell'ultima stagione di attività la tradizionale maglia rossa con stemma cittadino sul cuore venne alternata con una maglia a strisce verticali bianconere.

## Allenatori e presidenti
Il presidente del CS Gerbi per l'intera durata della sua attività è stato il Professor Guido Pini, mentre la guida della squadra e sempre stata presieduta da una commissione tecnica.

## Statistiche e record

### Partecipazione ai campionati
Fonte
Campionati regionali
| Livello | Categoria       | Partecipazioni | Debutto   | Ultima stagione | Totale |
| ------- | --------------- | -------------- | --------- | --------------- | ------ |
| I       | Prima Categoria | 2              | 1919-1920 | 1920-1921       | 2      |
| II      | Promozione      | 2              | 1914-1915 | 1921-1922       | 2      |

### Statistiche di squadra
Nella sua breve storia il CS Giovanni Gerbi ha partecipato a 44 incontri ufficiali, il primo con il Pontedera il 21 febbraio 1915 e l'ultimo il 21 maggio 1922 con il Siena, vincendone 13, ripartiti in 9 vittorie casalinghe e 4 esterne. Ha pareggiato 12 volte, 3 in casa e 9 fuori, e perso 19 volte, di cui 7 delle 19 tra le mura amiche.
La seguente tabella contiene i record in una singola partita del CS Giovanni Gerbi ed è relativa alle gare di campionato.
- Vittoria interna con il massimo scarto

CS Gerbi-CS Firenze 7-0 (1919-1920)
- Vittoria esterna con il massimo scarto

Pontedera-CS Gerbi 0-8 (1914-1915)
- Pareggio interno con maggior numero di reti realizzate

CS Gerbi-Livorno 2-2 (1919-1920)
CS Gerbi-Lucchese 2-2 (1920-1921)
CS Gerbi-Juventus Massa 2-2 (1921-1922)
- Pareggio esterno con il maggior numero di reti realizzate

CS Firenze-CS Gerbi 1-1 (1919-1920)
CS Firenze-CS Gerbi 1-1 (1920-1921)
Pontedera-CS Gerbi 1-1 (1921-1922)
- Sconfitta interna con il massimo scarto

CS Gerbi-Pisa 1-4 (1919-1920)
- Sconfitta esterna con il massimo scarto

Juventus Massa-CS Gerbi 9-0 (1921-1922)
- Partita interna con il maggior numero di reti complessivamente realizzate

CS Gerbi-CS Firenze 7-0 (1919-1920)
- Partita esterna con il maggior numero di reti complessivamente realizzate

Pisa-CS Gerbi 8-2 (1919-1920)
Livorno-CS Gerbi 9-1 (1919-1920)